# Rosy
Rosy, pseudonimo di Rosanna Negri (La Spezia, 8 luglio 1941), è una cantante italiana attiva negli anni sessanta.

## Biografia
Rosanna Negri, figlia di un ufficiale di marina, nasce alla Spezia nel 1941; suo padre muore in un'azione di guerra e lei, ancora piccolissima, viene allevata in casa dei nonni a Vignale Monferrato.
La sua carriera musicale comincia ancora da bambina, quando la sua insegnante di musica la sceglie come solista nel coro del collegio. Invogliata da parenti e conoscenti a partecipare a concorsi musicali e a feste di piazza, nel 1958 vince la manifestazione "Pedana di lancio" e viene invitata a Roma per la finale. Qui viene notata dal maestro Enrico Polito, che apprezza la sua voce moderna, duttile e originale, e che le farà firmare un contratto con la RCA Italiana. Sono gli anni dello yéyé e dello spostamento del prodotto musicale verso un target di acquirenti sempre più giovani. Gianni Morandi e Rita Pavone sono solo la punta dell'iceberg di un fenomeno che nei primi anni sessanta determina nel mondo discografico una piccola rivoluzione, con la ricerca di nuovi talenti vocali da destinare a questo pubblico di adolescenti. Rosy si inserisce appunto in questo filone.
Nel 1961 viene pubblicato un extended play in cui Rosy compare con il gruppo "I discoboli", autori anche delle canzoni di Rosy.
L'anno successivo è il momento del suo primo singolo, in cui i discografici inaugurano per lei una formula che verrà mantenuta anche per i 45 giri successivi: un brano "lento" associato ad uno ballabile, con particolare attenzione alle danze in voga tra i giovanissimi. Quando finisce l'estate, lato A del disco, non riscuote il successo sperato, mentre ottiene maggior attenzione sul lato B Minuetto twist, che cita alcune battute del famoso minuetto di Boccherini in un brano arrangiato da Polito a tempo di twist.
Il 1963 è l'anno della sua affermazione: il pezzo So long, arrangiato con sonorità moderne e con la sovrapposizione di due voci dal maestro Enriquez, furoreggia nei juke-box per tutta l'estate e va in classifica. Nell'autunno la RCA lancia il progetto "Festival in casa" che prevedeva l'uscita di quindici singoli da inserire in un unico 33 giri. In questa raccolta Rosy compare con la cover di Première Surprise-partie, successo di Sheila, che in italiano prende il titolo La prima festa che darò.
Sempre nel 1963 partecipa alla trasmissione televisiva Gran Premio nella squadra della Liguria.
Minor successo ottiene invece Tutto l'amore del mondo, uscito l'anno successivo, ma la casa discografica investe ancora molto su Rosy: le fa incidere in spagnolo un extended play da destinare al mercato estero, le fa girare tre videoclip promozionali da immettere nel circuito dei cinebox, e la invia in tournée in Giappone insieme ad altri artisti della RCA, tra i quali Gianni Morandi.
Nello stesso anno Rosy pubblica un 33 giri, che resterà l'unico della sua breve carriera. Nell'album troviamo, oltre ai singoli già pubblicati e a qualche cover, alcuni inediti firmati da autori prestigiosi, come Endrigo, Enriquez e Meccia. Il tutto per gli arrangiamenti di Ennio Morricone, che aveva anche firmato alcune orchestrazioni dei 45 giri precedenti.
Nel 1965 partecipa a "Pick-up", una vetrina televisiva di successi RCA Italiana andata in onda in differita in due puntate (8 e 15 maggio 1965), ma registrata a Roma negli stessi giorni in cui a Sanremo si svolgeva il Festival della Canzone. La trasmissione, diretta da Antonello Falqui e presentata da Walter Chiari, fu il "compenso" che la RAI concesse alla casa discografica dopo le polemiche che avevano portato al ritiro volontario dei suoi artisti dall'edizione 1965 del Festival di Sanremo. In autunno esce il brano L'amore gira, prodotto da Enrico Polito. Il disco passa quasi inosservato e si chiude il contratto con la RCA.
Nel 1965 partecipa al film Questo pazzo, pazzo mondo della canzone. L'anno successivo pubblica un 45 giri con etichetta Dischi Ricordi, con i brani Il tuo amore mi salverà e Da oggi ho deciso te. Anche questo disco verrà ignorato dagli acquirenti di dischi.
Nel 1969 decide di tornare in sala d'incisione, utilizzando questa volta il suo vero nome. Con il 45 giri Quel giorno d'illusione, Rosanna Negri tenta per l'ultima volta la carta del rilancio partecipando a Un disco per l'estate, ma verrà esclusa dalla gara ancora nelle fasi eliminatorie.

## Discografia

### Album in studio
- 1964 - Rosy

### Singoli
- 1962 - Quando finisce l'estate / Minuetto twist
- 1963 - So long / Ti ho conosciuto
- 1963 - La prima festa che darò / Se mi vuoi ancora bene
- 1964 - Tutto l'amore del mondo / Un tuffo al cuore
- 1965 - L'amore gira / Resterò da sola
- 1966 - Il tuo amore mi salverà / Da oggi ho deciso te
- 1969 - Quel giorno d'illusione / Il calendario

### EP
- 1961 - Il gatto nero / In un giorno di settembre / Original twist / Giorno per giorno